# Lada Niva (5 ajtós)
A Lada Niva 5 ajtós változatát – 2006 óta Lada 4x4 5 дв. néven forgalmazzák – 1995 óta gyártja az AvtoVAZ VAZ–2131 típusnévvel.
2016-ban az 5 ajtós Lada 4x4 városi változatát is elkezdték gyártani LADA 4x4 Urban 5-дв néven.